# Red Water - Terrore sott'acqua
Red Water - Terrore sott'acqua è un film d'azione del 2003 diretto da Charles Robert Carner con Lou Diamond Phillips.

## Trama
In una tranquilla zona della Louisiana un enorme squalo leuca, capace di sopravvivere anche in acque dolci, sta risalendo il corso d'acqua lasciandosi alle spalle una scia di corpi straziati. Nessuno osa più immergersi in quelle acque, tranne il capitano John Sanders, al lavoro su una piattaforma petrolifera, il quale si trova sulla sua strada una banda di malviventi alla ricerca di una cassaforte contenente milioni di quattrini sepolta proprio nella ghiaia del fiume. Ma lo squalo non fa nessuna distinzione tra buoni e cattivi...